# ليون برغر
ليون برغر (بالألمانية: Leon Bürger) هو لاعب كرة قدم ألماني، ولد في 11 نوفمبر 1999 في ألمانيا. لعب مع آينتراخت براونشفايغ.

## وصلات خارجية
- ليون برغر على موقع قاعدة بيانات كرة القدم.إي يو (الإنجليزية)
- ليون برغر على موقع عالم كرة القدم.نت (الإنجليزية)